# 榕江茶
榕江茶（学名：Camellia yungkiangensis）是山茶科山茶属的植物。分布于中国大陆的广西、云南等地，生长于海拔1,000米的地区，常生长在山地，目前尚未由人工引种栽培。